# Mahaveer Prasad
Mahaveer Prasad (11 de novembro de 1939 - 28 de novembro de 2010) foi um político indiano.